# Cantón de Delle
El cantón de Delle (en francés canton de Delle) es un cantón (circunscripción electoral) francés, situado en el departamento del Territorio de Belfort, en la región de Borgoña-Franco Condado.

## Historia
Fue creado en 1790 como cantón del departamento de Alto Rin. En 1871, se establece como un cantón del Territorio de Belfort. Al aplicarse el decreto n.º 2014-155, del 13 de febrero de 2014, una nueva división electoral entró en vigor para las elecciones departamentales de 2015. Los concejales departamentales son, a partir de estas elecciones, elegidos por mayoría binomial mixta. Los votantes de cada cantón eligen para el Concejo Departamental (un nuevo nombre para el Concejo General) dos miembros de diferente sexo, que se presentan en parejas de candidatos. Los concejales departamentales son elegidos por 6 años por voto mayoritario en dos vueltas.

## Comunas
- Beaucourt
- Courcelles
- Courtelevant
- Croix
- Delle
- Faverois
- Fêche-l'Église
- Florimont
- Joncherey
- Lebetain
- Lepuix-Neuf
- Montbouton
- Réchésy
- Saint-Dizier-l'Évêque
- Thiancourt
- Villars-le-Sec